# Cycnia yosemitae
Cycnia yosemitae är en fjärilsart som beskrevs av Edwards 1884. Cycnia yosemitae ingår i släktet Cycnia och familjen björnspinnare. Inga underarter finns listade i Catalogue of Life.